# Павленко Олена Григорівна
Оле́на Григо́рівна Павле́нко (нар. 1977, с. Саша, Гайсинський район, Вінницька область) — українська письменниця, членкиня НСПУ (2023).

## Біографія
Народилася 17 березня 1977 року в с. Саша Теплицького району (тепер Теплицька селищна громада Гайсинського району Вінницької області. Закінчила Іллінецький радгосп-технікум (1997). Відтоді живе у рідному селі. Тривалий час працювала у фермерському господарстві. Мати п'ятьох дітей.

## Літературна діяльність
Поетеса.

Авторка книг лірики:
- «Молюсь за тебе, світе мій» (Вінниця: Книга-Вега, 2008. — 80 с.);
- «Я маю код» (Житомир: Видавничий дім «Бук-Друк», 2021. — 80 с.);

публікацій у регіональній пресі, зокрема журналах «Вінницький край», «Вінничанка», колективних альманах та збірниках «Сторожові вогні над Божою рікою» (2007), «Презентація орлиного польоту» (2009), «Стусово коло» (2010), «Джерела теплицьких глибин» (2013), «Голоси тривожної епохи» (2015), «У горнилі часу» (2020), «Буг то є Бог» (2022) та ін. Підготувала до дуку третю книгу поезій. Пише прозу.

Учасниця літературно-мистецьких об'єднань «Дивослово», «Сонячне» гроно", обласного — ім. В. Стуса. 

Згідно з п. 6.15 д Статуту НСПУ рішенням Секретаріату організації від 26 жовтня 2023 р. прийнята до спілчанських лав.
|                          | Поетеса Олена Павленко вирізняється правдивим, інколи аж на подив відвертим до наївності мисленням сільської інтелігентки, та це не заважає звучанню інтонацій її поезії – вони сповідальні, довірливі, чисті. |
| — Василь Кобець, 2008 р. | |

|                              | Чого більше у віршах Олени Павленко: сакрального, внутрішнього, чи споглядального, життєвого? Адже реальність авторки далеко не приземлена. Вона чуттєва до щему, про що б не йшлося. Її поезія руйнує догми і стереотипи, до яких ми звикли. Проте, маленьке подільське село, кохання – саме вони проходять червоною ниткою через усю творчість, становлять духовну матрицю і є ментальним кодом поетеси-жінки. |
| — Олена Герасименко, 2021 р. | |

|                            | В Олени Павленко течія вірша – як вода в ріці, як хвиля в морі. Вільна, неприборкана, нестримна. І чиста, як сльоза. Пекуча! А все ж – цілюща, сповідальна, очисна. |
| — Петро Гордійчук, 2021 р. | |

|                            | В селі Саша на Теплицького району проживає жінка з винятковим поетичним обдаруванням. Олена Павленко. Запам’ятайте, друзі, це ім’я! Воно неодмінно стане окрасою поезії рідного краю. Оленині вірші не просто зворушують, вони вражають, манять, зачаровують. З легкістю пташиного крила злітає її слово над рідним селом, а відтак і над Всесвітом. В Олени особливий стиль геніальної простоти. Як влучно писала про таке інша наша поетка: пишеться – як дишеться… |
| — Михайло Каменюк, 2022 р. | |

|                              | Нова зірка подільської поезії Олена Павленко підготувала до видання нову, третю книгу лірики, яка засвідчує освоєння нею нових тематичних площин, поглиблення інтелектуального рівня творів, набуття справжньої майстерності версифікації. |
| — Вадим Вітковський, 2023 р. | |

## Відзнаки
- Літературно-мистецька премія «Кришталева вишня» (2008);[5]
- Літературна премія імені Михайла Стельмаха журналу «Вінницький край» (2020);[6]
- Літературно-мистецька премія імені Володимира Забаштанського (2023);[7]
- Літературна премія імені Анатолія Бортняка (2024).[8]